# ای فاموسا
ای فاموسا (مالایی: Kota A Famosa) یا فاموسا (در پرتغال به Fortaleza Velha به معنی قلعه قدیمی و در هلند به Slavenburgh (قلعه بردگان) و De Misericorde به معنی (بانوی ما رحمت) برگرفته از نام فرانسوی Notre Dame de Miséricorde معروف است) یک قلعه نظامی پرتغالی بود که در سال ۱۵۱۲ در ایالت ملاکا، مالزی ساخته شده بود. بزرگ‌ترین بخش قلعه، یک برج نگهبانی پنج طبقه به نام فاموسا بود که نام کامل قلعه هم بنابر نام همین برج نگهبانی قرار گرفت. مدت زمانی بعد از نبرد ملاکا (۱۶۴۱) و اشغال شهر توسط هلند، این برج نگهبانی ویران شد ولی دیوارهای دور قلعه مستحکم تر شدند. هر چند در سال ۱۸۰۷، بریتانیا بخش بزرگی از قلعه را ویران کرد. دروازه ای با نام دروازه سانتیاگو (porta de santiago) و قسمت جان‌پناه دژ میدلبورگ، بخش‌هایی از قلعه هستند که در حال حاضر باقی مانده‌اند. این قلعه از قدیمی‌ترین بقایای معماری اروپایی در جنوب شرق آسیا و خاور دور می‌باشد. 